# Nicolau II Bernoulli
Nicolau Bernoulli ou Nicolaus ou Nicolas, também conhecido por Nicolau II  Bernoulli (Basileia, 6 de fevereiro de 1695 — São Petersburgo, 31 de julho de 1726) foi um matemático suíço. 
O nome de vários membros da família aparece numerado devido à existência de múltiplos Bernoulli matemáticos partilhando o mesmo nome. O primo de Nicolau foi chamado Nicolau I Bernoulli.

## Vida e obra
Filho primogénito do matemático Johann I Bernoulli e irmão mais velho de Daniel e de Johann II, que também se viriam a notabilizar como matemáticos.
Entrou na Universidade de Basileia com 13 anos de idade tendo concluído a licenciatura em Jurisprudência em 1715.
Na senda da família estudou também matemática, tendo sido secretário particular e assistente do seu pai, tendo-se envolvido na disputa entre Newton e Leibniz acerca da primazia na invenção do cálculo tendo assumido, com seu pai, posições públicas a favor do segundo. 
Deu contribuições importantes em várias áreas matemáticas, nomeadamente nas curvas, equações diferenciais, teoria das probabilidades e álgebra. 
Viajou pela França e pela Itália na companhia do irmão Daniel, tendo entretanto sido ambos convidados para trabalharem no desenvolvimento da matemática e da física na Universidade de São Petersburgo.
Veio a falecer poucos meses depois de ter chegado a São Petersburgo, com 31 anos, vítima de uma febre fatal. 